# Elitserien 1979/80
Die Elitserien-Saison 1979/80 war die fünfte Spielzeit der schwedischen Elitserien. Schwedischer Meister wurde zum insgesamt zehnten Mal in der Vereinsgeschichte der Brynäs IF, während der Aufsteiger HV71 direkt wieder in die zweite Liga abstieg.

## Reguläre Saison

### Modus
Die zehn Mannschaften der Elitserien spielten zunächst in 36 Saisonspielen gegeneinander. Während sich die ersten vier Mannschaften für die Play-offs qualifizierten, stieg der Letztplatzierte direkt in die Division I ab und der Vorletzte musste in der Kvalserien um den Klassenerhalt gegen die besten Zweitligisten antreten. Für einen Sieg erhielt jede Mannschaft zwei Punkte, bei einem Unentschieden gab es ein Punkt und bei einer Niederlage null Punkte. 

### Abschlusstabelle
|     | Klub               | Sp | S  | U | N  | T   | GT  | Punkte |
| --- | ------------------ | -- | -- | - | -- | --- | --- | ------ |
| 1.  | Leksands IF        | 36 | 18 | 7 | 11 | 156 | 124 | 43     |
| 2.  | IF Björklöven      | 36 | 17 | 8 | 11 | 156 | 145 | 42     |
| 3.  | Västra Frölunda IF | 36 | 19 | 3 | 14 | 153 | 137 | 41     |
| 4.  | Brynäs IF          | 36 | 17 | 5 | 14 | 130 | 120 | 39     |
| 5.  | AIK Solna          | 36 | 16 | 6 | 14 | 137 | 127 | 38     |
| 6.  | Djurgårdens IF     | 36 | 16 | 6 | 14 | 145 | 152 | 38     |
| 7.  | Färjestad BK       | 36 | 14 | 8 | 14 | 142 | 145 | 36     |
| 8.  | MoDo AIK           | 36 | 15 | 5 | 16 | 154 | 139 | 35     |
| 9.  | Skellefteå AIK     | 36 | 12 | 4 | 20 | 141 | 168 | 28     |
| 10. | HV71               | 36 | 8  | 4 | 24 | 113 | 170 | 20     |

Sp = Spiele, S = Siege, U = unentschieden, N = Niederlagen, T = Tore, GT = Gegentore

### Topscorer
Abkürzungen: T = Tore, A = Assists, P = Punkte
| Spieler           | Team       | T  | A  | P  |
| ----------------- | ---------- | -- | -- | -- |
| Anders Steen      | Färjestad  | 30 | 16 | 46 |
| Roland Eriksson   | Leksand    | 18 | 21 | 39 |
| Bo Berglund       | Djurgården | 21 | 16 | 37 |
| Mats Näslund      | Brynäs     | 18 | 19 | 37 |
| Tore Öqvist       | Björklöven | 22 | 14 | 36 |
| Mats Åhlberg      | Leksand    | 21 | 15 | 36 |
| Thomas Hedin      | Skellefteå | 19 | 17 | 36 |
| Rolf Averö        | Björklöven | 9  | 27 | 36 |
| Ulf Norberg       | MODO       | 20 | 13 | 33 |
| Jörgen Pettersson | Frölunda   | 17 | 15 | 32 |

## Play-offs
Die Halbfinale wurde im Modus „Best-of-Three“, das Finale im Modus „Best-of-Five“ ausgetragen.

### Turnierbaum
|  | Halbfinale | Halbfinale         | Halbfinale |  |  | Finale | Finale             | Finale |
|  |            |                    |            |  |  |        |                    |        |
|  |            |                    |            |  |  |        |                    |        |
|  | 1          | Leksands IF        | 0          |  |  |        |                    |        |
|  | 4          | Brynäs IF          | 2          |  |  |        |                    |        |
|  |            |                    |            |  |  | 4      | Brynäs IF          | 3      |
|  |            |                    |            |  |  | 3      | Västra Frölunda IF | 2      |
|  | 2          | IF Björklöven      | 1          |  |  |        |                    |        |
|  | 3          | Västra Frölunda IF | 2          |  |  |        |                    |        |
|  |            |                    |            |  |  |        |                    |        |

### Topscorer
Abkürzungen: T = Tore, A = Assists, P = Punkte
| Spieler           | Team     | T | A | P |
| ----------------- | -------- | - | - | - |
| Inge Hammarström  | Brynäs   | 5 | 3 | 8 |
| Jörgen Pettersson | Frölunda | 4 | 4 | 8 |
| Lars-Göran Gerdin | Brynäs   | 4 | 3 | 7 |
| Anders Dahlin     | Brynäs   | 5 | 1 | 6 |
| Jan Asplund       | Brynäs   | 3 | 2 | 5 |
| Anders Broström   | Frölunda | 3 | 2 | 5 |

### Schwedischer Meister
| Schwedischer Meister Brynäs IF | Torhüter: Lars Eriksson, Göran Henriksson, William Löfqvist Verteidiger: Jan Asplund, Anders Bäckström, Göran Grundström, Jan Kock, Stig Östling, Gunnar Persson, Tommy Pettersson, Stig Salming, Jan-Erik Silfverberg Angreifer: Björn Åkerblom, Kenneth Andersson, Stefan Canderyd, Anders Carlsson, Anders Dahlin, Lars-Göran Gerdin, Inge Hammarström, Christer Jansson, Stefan Karlsson, Anders Krusell, Stefan Lif, Mats Näslund, Conny Silfverberg Cheftrainer: |

## All-Star-Team
| Tor:          | Pelle Lindbergh (Hammarby)                                                |
| Verteidigung: | Thomas Eriksson (Djurgården), Tomas Jonsson (MODO Hockey)                 |
| Sturm:        | Mats Näslund (Brynäs), Lars Molin (MODO Hockey), Dan Söderström (Leksand) |

## Auszeichnungen
- Guldpucken (bester schwedischer Spieler) – Mats Näslund, Brynäs IF
- Junior des Jahres – Peter Madach, HV71